# Kasteel Beukenpark

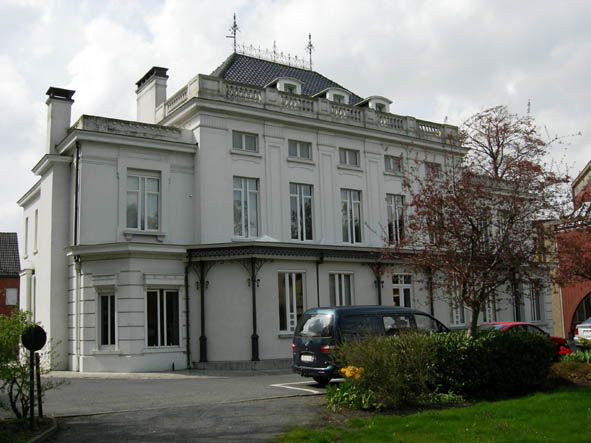
Kasteel Beukenpark

Het Kasteel Beukenpark (ook: Kasteel les Aubépines) is een kasteel in de Belgische plaats Oostkamp (provincie West-Vlaanderen), gelegen aan Kapellestraat 19.

## Geschiedenis
Begin 19e eeuw werd hier een kasteel met koetshuis gebouwd dat in 1835 toebehoorde aan Charles Beaucourt die notaris was te Oostkamp. In 1865 was het al voorzien van een cirkelvormige omgrachting en een parkaanleg. In 1870 behoorde het kasteel toe aan Alphonse Vandenbulcke, een Brugs advocaat. Deze liet het in 1876 vergroten waardoor het echt op een kasteeltje ging lijken.
Omstreeks 1910 kwam het goed aan Alice Moeremans. Ook zij liet het kasteel uitbreiden, en wel met een noordelijke uitbouw. In 1935 werd het domein gekocht door Paul Clement-Mahieu en deze verbouwde het vroeg-19e-eeuwse koetshuis in cottagestijl.
In 1975 kwam het domein aan de gemeente Oostkamp. In 1977, toen de fusiegemeente Oostkamp tot stand kwam, werd het kasteel ingericht als administratief centrum. Het koetshuis werd afgebroken en vervangen door nieuwbouw, waarbij het cottagekarakter gehandhaafd bleef.

## Gebouw
Het betreft een kasteel waarvan het neoclassicistisch uiterlijk door de verbouwingen van 1876 en 1911 tot stand kwam. In het interieur vindt men nog een neoclassicistische bordestrap.